# Montesson
Montesson – miejscowość i gmina we Francji, w regionie Île-de-France, w departamencie Yvelines. Przez miejscowość przepływa Sekwana. 
Według danych na rok 1990 gminę zamieszkiwało 12 365 osób, a gęstość zaludnienia wynosiła 1680 osób/km² (wśród 1287 gmin regionu Île-de-France Montesson plasuje się na 210. miejscu pod względem liczby ludności, natomiast pod względem powierzchni na miejscu 526.).